# Centre Perelman de philosophie du droit
Le Centre Perelman de Philosophie du Droit est un centre de recherche rattaché à la faculté de droit de l'Université libre de Bruxelles (ULB).

## Historique
Le Centre Perelman a été fondé en 1967 par Chaïm Perelman, Paul Foriers, Henri Buch et René Dekkers. Il est devenu le fer de lance de la 2e génération de l’École de Bruxelles. 
En 2006, le Centre a pris le nom de « Centre Perelman », en hommage à l’un de ses fondateurs, père de la « Nouvelle Rhétorique ».

## Méthodologie
Les travaux du Centre s'inscrivent dans la ligne de l'École de Bruxelles. La démarche du Centre adopte une méthode et une conception pragmatique du droit. Résolument orientées vers la pratique et l’ouverture internationale, ces recherches mettent l’accent sur l’observation et la comparaison de la mise en œuvre effective des normes juridiques dans le champ social, sur les dynamiques normatives à l’œuvre dans le contexte de l’évolution et des transformations de la société ainsi que sur l’innovation normative par les moyens de l’ingénierie juridique et de l’engagement sur le terrain dans le cadre de la défense des causes dans la lutte pour le droit. 
Les méthodes d’analyse privilégient l’approche microjuridique des cas, dans une perspective stratégique, comparative, interdisciplinaire et pluraliste. 

## Les axes de recherches
Le Centre Perelman développe ses travaux autour de trois grands axes de recherche complémentaires. 

### Le programme droit global
Le programme droit global a pour objectif de développer une philosophie et une théorie du droit adaptées au tournant global de la science du droit. 
Ce programme postule que la globalisation et la construction européenne emportent des transformations fondamentales de la nature et de la forme de la régulation, des modes d’élaboration et de mise en œuvre des normes. Il combine à l’approche philosophique du droit global - par l’analyse conceptuelle et l’histoire des idées-, l’approche pragmatique, par l’étude empirique et expérimentale des « chantiers » du droit global.
Les chantiers d'étude : 
- la régulation des marchés financiers, les instruments du droit financier, les normes comptables [2];
- les agences de notation financières[3];
- la gouvernance et la régulation de l’Internet et des réseaux de communication[4];
- les indicateurs de compétitivité juridique et de respect du droit[5];
- la gouvernance, code de conduite et la responsabilité sociétale des entreprises[6];
- les instruments de la gouvernance européenne comme laboratoire du droit global[7].

### Droit de l'homme et discrimination
Les travaux du Centre relatifs aux droits de l’homme privilégient une approche microjuridique des cas, dans une perspective stratégique, comparative, interdisciplinaire et pluraliste. Il s’agit de se libérer de l'approche nationale en puisant dans les différents segments des droits régionaux, du droit international et d’autres droits nationaux pour faire œuvre créatrice dans une dynamique intégrée. Il s'agit en outre de conduire une réflexion plus générale sur la manière dont la norme juridique s’élabore et se transforme, sur le rôle du juge et de la société civile ainsi que sur l’influence des cultures juridiques et judiciaires.

### Argumentation juridique
Une partie des travaux du Centre porte sur l’histoire des idées et sur les spécificités du raisonnement juridique et judiciaire, en particulier les méthodes et techniques d’argumentation et d’interprétation. Ces travaux concernent tant l’histoire et l’évolution de ces méthodes que les pratiques contemporaines. Ils s’inscrivent dans le projet pragmatique de composer et d’entretenir la « boîte à outils » indispensable au juriste lorsqu’il met en œuvre le droit et contribue à l’ingénierie juridique.

## L'équipe
L’équipe du Centre Perelman se compose aujourd’hui d’une quinzaine de chercheurs à temps plein. Elle se caractérise par le caractère interdisciplinaire et international de son recrutement. Les travaux de ses membres sont publiés en Français, en Anglais et en Espagnol.
Ses membres permanents : 
- Benoît Frydman – Président
- Isabelle Rorive – Directrice
- Arnaud Van Waeyenberge - Directeur adjoint
- Xavier Dieux
- Ludovic Hennebel
- Gregory Lewkowicz

Les autres chercheurs : 
- Moritz Baumgärtel
- Pauline Bégasse
- Caroline Bricteux
- Markus Fahlbusch
- Gabrielle Caceres
- Sarah Ganty
- Stefan Goltzberg
- Caroline Lequesne
- David Restrepo Amariles
- Dorothea Staes